# 永岡鉄平
永岡 鉄平（ながおか てっぺい、1981年 - ）は、日本の実業家、社会起業家。児童養護施設等出身の若者に対して就労支援を行う、株式会社フェアスタート代表取締役社長兼NPO法人フェアスタートサポート代表理事。神奈川県横浜市出身。

## 経歴
高輪中学校・高等学校を経て、2004年に明治学院大学経済学部を卒業後、リクルートグループに入社し、求人広告の法人営業に2年間従事。
その後、当時の顧客に誘いを受け、大学院生の就職問題を解決することを目的とした就職支援会社の設立に参画。幹部として、フリーペーパーの発行や求人ポータルサイトの制作といった新規事業を立ち上げながら、法人営業、登録者へのキャリアカウンセリング、広報、採用担当と幅広い業務を兼任しながら約3年間会社の発展に貢献。 
約5年間のサラリーマン生活の中で、結果的に自分らしい「はたらく」を実現できていない若者の存在、若者が採用できずに苦しむ中小企業の増加を感じ、若者と雇用の世界で根深い社会課題を認識。この課題に起業という形で対峙したいと決意しサラリーマンに終止符を打つ。
様々な教育事例、子育て環境、貧困問題などを勉強していくうちに、社会的養護の子ども達・若者達の存在を知る。親からの支援が見込めない中、働くことに向き合い、高校卒業後18歳という若さで社会に挑戦するものの、多くがワーキングプアとなる彼等・彼女等の現実を知り、人材業界で培った経験を活かし、彼等・彼女等の就労支援を決心する。起業準備期間を経て、株式会社フェアスタートを2011年8月に起業。2013年1月には、NPO法人フェアスタートサポートも設立。

## 受賞
- 2010年9月 : 第1回社会起業プランコンテスト（内閣府地域社会雇用創造事業）グランプリ（最優秀賞）受賞[1]
- 2014年2月 : キララ賞受賞（かながわ若者活き活き大賞）[2]
- 2017年7月 : 第31回人間力大賞 会頭特別賞[3]
- 2017年12月 : 社会デザイン学会 学会奨励賞[4]

## 出演

### テレビ
- 2013年11月30日 : NHK 「NHKスペシャル」
- 2013年12月4日 : NHK 「おはよう日本」
- 2015年6月5日 : NHK 「おはよう日本」
- 2015年6月9日 : NHK 「首都圏ネットワーク」
- 2018年2月24日 : TBS 「EARTH Lab（アース・ラボ）」[5]
- 2019年4月19日:TVK「ニュースハーバー」
- 2021年12月6日：TBS「news23」

### 新聞
- 2016年1月31日 : 朝日新聞デジタル 「施設出身者へ 「自立」応援」[6]
- 2016年7月13日 : 日経新聞 「自立手助け、足りぬ受け皿 まず生活習慣／就労体験も」[7]
- 2016年7月28日 : 神奈川新聞 「施設退所者の若者支援 得意分野生かし連携」[8]
- 2016年10月2日 : 読売新聞デジタル 「ソーシャルビジネス特集」
- 2016年11月24日 : 神奈川新聞 「施設育ちの若者、前向き生きる」[9]
- 2017年3月27日 : 毎日新聞 憂楽帳 : 「6度目の春」[10]
- 2017年11月3日 : 熊本日日新聞
- 2018年8月28日：福祉新聞
- 2019年2月14日：毎日新聞「発言」
- 2023年5月8日：読売新聞
- 2025年5月26日：日本講演新聞

### 映画
- 2022年4月8日公開：「旅のはじまり」